# Moje szczęśliwe małżeństwo
Moje szczęśliwe małżeństwo (jap. わたしの幸せな結婚 Watashi no shiawase na kekkon) – seria light novel napisana przez Akumi Agitogi i zilustrowana przez Tsukiho Tsukiokę, publikowana od stycznia 2019 nakładem wydawnictwa Fujimi Shobō pod imprintem Fujimi L Bunko.
Na jej podstawie powstała manga autorstwa Rito Kohsaki, publikowana w magazynie internetowym „Gangan Online” od grudnia 2018. W Polsce prawa do jej dystrybucji nabyło Studio JG. Na podstawie light novel powstał także film live action, którego premiera odbyła się w marcu 2023, oraz serial anime wyprodukowany przez studio Kinema Citrus. Jego emisja trwała od lipca do września 2023. Drugi sezon był nadawany od stycznia do kwietnia 2025.

## Fabuła
Akcja rozgrywa się w XIX wieku podczas restauracji Meiji. Miyo Saimori, która nie posiadała żadnego nadprzyrodzonego talentu, została zmuszona przez swoją agresywną macochę do służby. Kiedy jednak Miyo w końcu osiąga wiek odpowiedni do zamążpójścia, jej nadzieje na lepsze życie rozpadają się, gdy poznaje tożsamość swojego narzeczonego – Kiyokę Kudo, dowódcę najwyraźniej tak zimnego i okrutnego, że jego wcześniejsze narzeczone uciekały od niego w ciągu trzech dni od zaręczyn. Bez domu, do którego mogłaby wrócić, Miyo godzi się ze swoim losem – jednak wkrótce odkrywa, że jej przyszły mąż, mimo swej bladości i piękna, nie jest potworem, za jakiego go uważała. Gdy powoli otwierają przed sobą serca, oboje zdają sobie sprawę, że ta druga osoba może być ich szansą na znalezienie prawdziwej miłości i szczęścia.

## Bohaterowie
- Miyo Saimori (jap. 斎森 美世 Otosaka Yuu)

Seiyū: Reina Ueda (japoński), Justyna Bojczuk (polski)
- Kiyoka Kudo (jap. 久堂 清霞 Kudō Kiyoka)

Seiyū: Kaito Ishikawa (japoński), Michał Klawiter (polski)
- Kaya Saimori (jap. 斎森 香耶 Saimori Kaya)

Seiyū: Ayane Sakura (japoński), Weronika Łukaszewska (polski)
- Kōji Tatsuishi (jap. 辰石 幸次 Tatsuishi Kōji)

Seiyū: Kōtarō Nishiyama (japoński), Bartosz Wesołowski (polski)
- Yurie (jap. ゆり江)

Seiyū: Hōko Kuwashima (japoński), Bożena Furczyk (polski)
- Yoshito Godō (jap. 五道 佳斗 Godō Yoshito)

Seiyū: Hiro Shimono (japoński), Damian Kulec (polski)
- Arata Tsuruki (jap. 鶴木 新 Tsuruki Arata)

Seiyū: Ryōhei Kimura (japoński), Mateusz Kwiecień (polski)

## Light novel
Seria początkowo ukazywała się w serwisie Shōsetsuka ni narō jako powieść internetowa. Następnie została przejęta przez wydawnictwo Fujimi Shobō, które wydaje ją jako light novel z ilustracjami autorstwa Tsukiho Tsukioki od 15 stycznia 2019 pod imprintem Fujimi L Bunko. Według stanu na 14 marca 2025, do tej pory wydano 9 tomów.
| Nr | Data wydania (język japoński) | ISBN (język japoński)  |
| -- | ----------------------------- | ---------------------- |
| 1  | 15 stycznia 2019              | ISBN 978-4-04-073019-6 |
| 2  | 13 lipca 2019                 | ISBN 978-4-04-073253-4 |
| 3  | 15 lutego 2020                | ISBN 978-4-04-073473-6 |
| 4  | 15 września 2020              | ISBN 978-4-04-073725-6 |
| 5  | 15 lipca 2021                 | ISBN 978-4-04-073948-9 |
| 6  | 15 lipca 2022                 | ISBN 978-4-04-074601-2 |
| 7  | 14 lipca 2023                 | ISBN 978-4-04-075039-2 |
| 8  | 15 marca 2024                 | ISBN 978-4-04-075110-8 |
| 9  | 14 marca 2025                 | ISBN 978-4-04-075697-4 |

## Manga
Na podstawie light novel powstała manga zilustrowana przez Rito Kohsakę, która ukazuje się w magazynie internetowym „Gangan Online” od 20 grudnia 2018. Następnie wydawnictwo Square Enix rozpoczęło zbieranie rozdziałów do wydań w formacie tankōbon, których pierwszy tom ukazał się 12 września 2019. Według stanu na 11 lipca 2024, do tej pory wydano 5 tomów.
2 lutego 2024 wydanie mangi w Polsce zapowiedziało Studio JG, premiera odbyła się zaś 24 maja tego samego roku.
| Nr | Język japoński       | Język japoński         | Język polski      | Język polski           |
| Nr | Data wydania         | ISBN                   | Data wydania      | ISBN                   |
| -- | -------------------- | ---------------------- | ----------------- | ---------------------- |
| 1  | 12 września 2019     | ISBN 978-4-75-756293-6 | 24 maja 2024      | ISBN 978-83-8257-421-0 |
| 2  | 9 września 2020      | ISBN 978-4-75-756777-1 | 28 sierpnia 2024  | ISBN 978-83-8257-503-3 |
| 3  | 12 października 2021 | ISBN 978-4-75-757499-1 | 26 listopada 2024 | ISBN 978-83-8257-597-2 |
| 4  | 11 listopada 2022    | ISBN 978-4-75-757765-7 | 21 lutego 2025    | ISBN 978-83-8257-655-9 |
| 5  | 11 lipca 2024        | ISBN 978-4-7575-9216-2 | —                 |                        |

## Film live action
Powstanie adaptacji w formie filmu live action ogłoszono 25 kwietnia 2022. Film wyreżyserowała Ayuko Tsukahara na podstawie scenariusza autorstwa Tomoe Kanno. Premiera w Japonii odbyła się 17 marca 2023. Piosenkę przewodnią, zatytułowaną „Tapestry” (jap. タペストリー), wykonała grupa Snow Man.

### Obsada
- Mio Imada – Miyo Saimori
- Ren Meguro – Kiyoka Kudo
- Akari Takaishi – Kaya Saimori
- Yūki Ogoe – Kōji Tatsuishi
- Mirai Yamamoto – Yurie
- Ōshirō Maeda – Yoshito Godō
- Keisuke Watanabe – Arata Tsuruki

## Anime
Adaptacja w formie anime została zapowiedziana 5 kwietnia 2022. Później podano do wiadomości, że będzie to serial telewizyjny wyprodukowany przez studio Kinema Citrus i wyreżyserowany przez Takehiro Kubotę, pod nadzorem Takao Abo, który będzie odpowiadać również za scenorysy. Scenariusz napisali Ami Satō, Takahito Ōnishi i Momokę Toyodę, postacie zaprojektowała Shōko Yasuda, a muzykę skomponował Evan Call. Seria była emitowana od 5 lipca do 20 września 2023 na antenie Tokyo MX i w innych stacjach. Prawa do dystrybucji serii nabył Netflix. Motywem otwierającym jest „Anata no soba ni” (jap. 貴方の側に。) w wykonaniu Ririi, końcowym zaś „Vita Philosophica” (jap. ヰタ・フィロソフィカ) autorstwa Kashitarō Itō. Do 8 tomu light novel, którego premiera odbyła się 15 marca 2024, został dołączony odcinek OVA.
Po emisji 12 odcinka zapowiedziano powstanie drugiego sezonu. Za reżyserię odpowiadają Masayuki Kojima Takehiro Kubota, natomiast za scenariusz Ami Satō. Emisja rozpoczęła się 6 stycznia i zakończyła 9 kwietnia 2025, licząc 13 odcinków. Motywem otwierającym jest „Shiawase no yakusoku” (jap. 幸せな約束。), natomiast końcowym „Tsukikage okuri” (jap. 月影おくり). Oba utwory ponownie wykonują odpowiednio Riria i Kashitarō Itō.
Po emisji finałowego odcinka drugiego sezonu ogłoszono powstanie nowego projektu anime.

### Lista odcinków

#### Sezon 1
| №  | #        | Tytuł                                                                               | Reżyseria                       | Scenariusz      | Premiera         |
| -- | -------- | ----------------------------------------------------------------------------------- | ------------------------------- | --------------- | ---------------- |
| 1  | 1        | Spotkanie Deai (出会い)                                                             | Takehiro Kubota                 | Ami Satō        | 5 lipca 2023     |
| 2  | 2        | Mój przyszły mąż Danna-sama to iu okata (旦那さまという御方)                        | Teppei Takeya                   | Takahito Ōnishi | 12 lipca 2023    |
| 3  | 3        | Pierwsza randka Hajimete no dēto (初めてのデヱト)                                   | Kōji Furukuwa                   | Ami Satō        | 19 lipca 2023    |
| 4  | 4        | Prezent Okurimono (おくりもの)                                                      | Kōji Furukuwa                   | Momoka Toyoda   | 26 lipca 2023    |
| 5  | 5        | Zmarszczki na wodzie Hamon (波紋)                                                   | Masayuki Kojima                 | Ami Satō        | 2 sierpnia 2023  |
| 6  | 6        | Grzmot determinacji Ketsui to raimei (決意と雷鳴)                                   | Takushi Koide                   | Takahito Ōnishi | 9 sierpnia 2023  |
| 7  | 7        | Wytworna pani lata Natsu no hana no modan gāru (夏の華の淑女)                       | Sōtarō Shimizu                  | Momoka Toyoda   | 16 sierpnia 2023 |
| 8  | 8        | Koszmary i złowieszcze cienie Akumu to fuon na kage to (悪夢と不穏な影と)           | Kōji Furukuwa                   | Takahito Ōnishi | 23 sierpnia 2023 |
| 9  | 9        | Tonąc w snach Yume ni oborete (夢に溺れて)                                          | Yūki Koike                      | Ami Satō        | 30 sierpnia 2023 |
| 10 | 10       | Wiśnie kwitnące latem i błąd Natsu no sakura, soshite ayamachi (夏の桜、そして過ち) | Yuki Kanazawa                   | Takahito Ōnishi | 6 września 2023  |
| 11 | 11       | Dziedzictwo mej matki Haha ga nokoshita mono (母が遺したもの)                       | Takushi Koide                   | Ami Satō        | 13 września 2023 |
| 12 | 12       | Światełko w ciemności Kurayami no naka no hikari (暗闇の中の光)                     | Takehiro Kubota                 | Takahito Ōnishi | 20 września 2023 |
| 13 | 13 (OVA) | Kształt mojego szczęścia Watashi no shiawase no katachi (わたしの幸せのかたち)      | Naoya Murakawa, Takehiro Kubota | Momoka Toyoda   | 15 marca 2024    |

#### Sezon 2
| №  | #  | Tytuł                                                                                               | Reżyseria                      | Scenariusz                 | Premiera         |
| -- | -- | --------------------------------------------------------------------------------------------------- | ------------------------------ | -------------------------- | ---------------- |
| 14 | 1  | Kolejna rezydencja rodziny Kudo Mō hitotsu no Kudō-ke (もう一つの久堂家)                            | Masayuki Kojima                | Ami Satō                   | 6 stycznia 2025  |
| 15 | 2  | Nowa gehenna Arata na shiren (新たな試練)                                                           | Yūki Koike                     | Fūka Ishii                 | 13 stycznia 2025 |
| 16 | 3  | Demony zrodzone z krwi Inō shinkyō to oni (異能心教と鬼)                                            | Sōtarō Shimizu                 | Misato Hashiba             | 20 stycznia 2025 |
| 17 | 4  | Co przywiał jesienny wietrzyk Akikaze ga hakondekita mono (秋風が運んできたもの)                    | Kōji Furukuwa, Sōtarō Shimizu  | Momoka Toyoda              | 27 stycznia 2025 |
| 18 | 5  | Głęboko w sercu Kokoro no oku wa (心の奥は)                                                         | Hao Can Yuan                   | Misato Hashiba             | 3 lutego 2025    |
| 19 | 6  | Człowiek zwany Naoshi Usui Usui Naoshi toiu otoko (甘水直という男)                                  | Masayuki Kojima                | Fuka Ishii                 | 10 lutego 2025   |
| 20 | 7  | Noworoczny zamęt Toshiake, zawameki (年明け、ざわめき)                                              | Kōji Furukuwa                  | Momoka Toyoda              | 17 lutego 2025   |
| 21 | 8  | Wieczorny bankiet i śnieg na horyzoncie Yoru no utage to enbō ni utsuru yuki (夜の宴と遠望に映る雪) | Hao Can Yuan                   | Misato Hashiba             | 24 lutego 2025   |
| 22 | 9  | Wiadomości we śnie Yume no shirase (夢のしらせ)                                                     | Takehiro Kubota                | Ami Satō                   | 3 marca 2025     |
| 23 | 10 | Obietnica Yakusoku (約束)                                                                           | Kōji Furukuwa                  | Ami Satō                   | 10 marca 2025    |
| 24 | 11 | Czas pożegnania Ketsui no shuttatsu (決意の出立)                                                    | Sōtarō Shimizu                 | Fūka Ishii, Minori Hashiba | 17 marca 2025    |
| 25 | 12 | Nocne objawienie Yume no saki ni aru omoi (夢の先にある想い)                                        | Masayuki Kojima, Kōji Furukuwa | Ami Satō                   | 31 marca 2025    |
| 26 | 13 | Z nadejściem wiosny Haru ni nattara… (春になったら…)                                                | Takehiro Kubota, Hao Can Yuan  | Minori Hashiba             | 9 kwietnia 2025  |

## Odbiór
W 2020 roku adaptacja mangowa zajęła 8. miejsce podczas 6. edycji konkursu Next Manga Award w kategorii manga internetowa. W poradniku Kono manga ga sugoi! (edycja 2021 roku) seria zajęła 6. miejsce w kategorii dla dziewcząt. Publikacja zajęła pierwsze miejsce w rankingu rekomendowanych komiksów ogólnonarodowych pracowników księgarń z 2021 roku prowadzonym przez Honya Club. W 2022 roku manga została nominowana do najlepszej mangi shōjo podczas 46. rozdania nagród Kōdansha Manga. Seria zajęła także 29. miejsce na liście „Książka roku” 2022 magazynu Da Vinci.